# Tulghieș, Maramureș
Tulghieș este un sat în comuna Mireșu Mare din județul Maramureș, Transilvania, România.

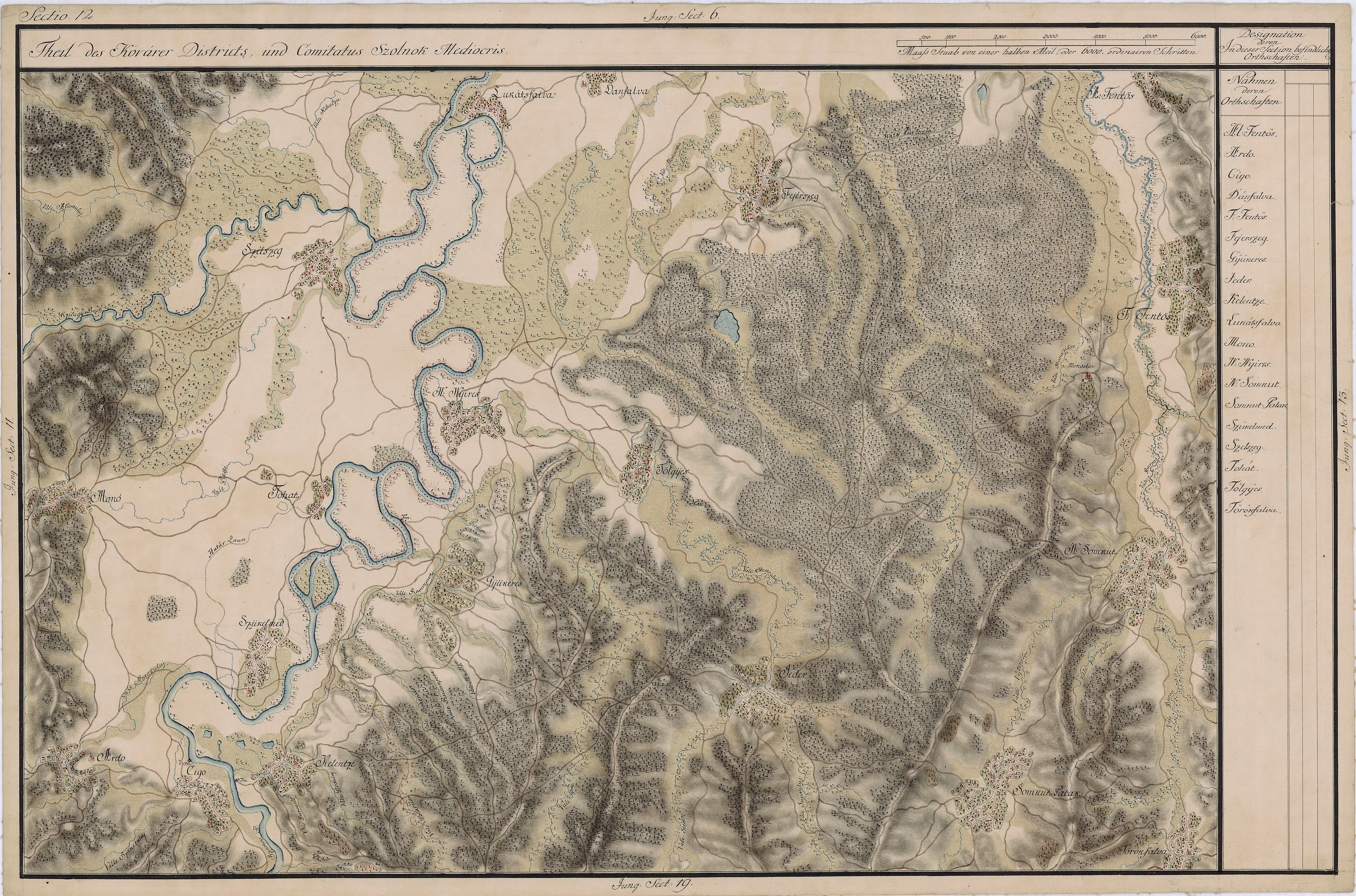
Tulghieş în Harta Iosefină a Transilvaniei

## Istoric
Prima atestare documentară: 1405 (Twlges). 

## Etimologie
Etimologia numelui localității: din top. magh. Tölgyes (< magh. tölgy „specie de stejar”). 

## Demografie
La recensământul din 2011, populația era de 688 locuitori. 